# Nicolai Neiiendam
Nicolai Anders Neiiendam (* 21. März 1865 in Kopenhagen, Dänemark; † 15. März 1945 ebenda) war ein dänischer Theater- und Filmschauspieler sowie ein Theaterregisseur und Bühnenautor.

Nicolai Neiiendam als Hamlet und Bodil Ipsen als Ophelia in William Shakespeares Hamlet in einer Aufführung am Königlichen Theater vom September 1914

## Leben und Wirken

### Die frühen Jahre und Arbeit am Theater
Der Sohn des Schlachtermeisters Nicolaj Anton Adolph Neiiendam und dessen Gattin Dorothea Marie begann zunächst im väterlichen Betrieb zu arbeiten, ehe er sich zum Wechsel zur Schauspielkunst entschied. 1892 begann er seine künstlerische Ausbildung als Schauspielschüler am Königlichen Theater seiner Heimatstadt Kopenhagen und gab dort sein offizielles Debüt vor einem zahlenden Publikum am 19. November 1893 als Prinz von Godthåb in dem Stück Kærlighed ved hoffet. Er blieb dieser Bühne bis 1895 verbunden, dann wechselte Neiiendam zum Dagmarteatret und gehörte dem dortigen Ensemble bis 1899 an. In dieser Zeit gelang Nicolei Neiiendam der Durchbruch mit der Rolle des Niels Lykke im Theaterstück Fru Inger til Østraat von Henrik Ibsen.
Es folgten rasch weitere bedeutende Rollen, etwa der Nemours in Ludwig XI., der Beichtvater in Ridder Bengts Hustru von August Strindberg und der Glockengießer Heinrich in Gerhart Hauptmanns Drama Die versunkene Glocke. In den Jahren 1899 bis 1930 kehrte der Kopenhagener Künstler wieder an das Königliche Theater zurück und avancierte dort im Laufe der drei Jahrzehnte Ensemble-Zugehörigkeit dank seiner Mitwirkungen in zahlreichen Shakespeare-Inszenierungen (vor allem als Hamlet aber auch als Macbeth und als Shylock) zu einem der angesehensten Schauspieler seiner Stadt. Von 1909 bis 1920 wirkte er dort überdies als Schauspiellehrer und debütierte 1915 als Bühnenregisseur (u. a. die Stücke Jean de France, Maskarad und Barselstuen). 1930 verließ Neiiendam diese Spielstätte aus Protest, als die Theaterleitung Adam Poulsen als Regisseur verpflichtete.

### Weitere Aktivitäten und Familiäres
Seit 1910 trat Nicolai Neiiendam in sehr unregelmäßigen Abständen auch vor die Kamera und wirkte in insgesamt neun Filmen mit. Vor allem 1918 sollte dort sein Erfolgsjahr werden: In dem Science-Fiction-Film Das Himmelsschiff verkörperte er die Hauptrolle des Astronomen und Raumschiffkonstrukteurs Professor Planetaros, und noch im selben Jahr wurde er an die Seite von Asta Nielsen geholt, um an ihrer Seite in dem Gesellschaftsdrama Der Fackelträger den Professor Manini zu spielen. Auch seine weiteren Filmcharaktere waren überwiegend gravitätische Machtpersonen und angesehene Honoratioren der Gesellschaft, in Elverhøj verkörperte er 1939 sogar einen König. Neiiendam hat sich auch als Autor versucht; er verfasste das Theaterstück Hos sukkerbakeren på Store Kjøbmagergade, das 1934 im Kopenhagener Dagmarteatret aufgeführt wurde.
Neiiendams Bruder war der Theaterhistoriker Robert Neiiendam. Nicolai Neiiendam heiratete am 17. April 1897 die sieben Jahre jüngere Schauspielerin Ebba Kaja Jonna Collin. Dieser Ehe entstammte ein Sohn namens Tavs Neiiendam (1898–1986), der in die Fußstapfen der Eltern trat und ebenfalls Schauspieler wurde. Er ist auch der Vater des unehelich geborenen Propsts und Schriftstellers Michael Neiiendam (1895–1962). Nicolai Neiiendam starb in der Endphase des Zweiten Weltkriegs knapp eine Woche vor seinem 80. Geburtstag und wurde an der Seite seiner bereits 1938 verstorbenen Frau im Frederiksbergs Ældre Kirkegård begraben.

## Filmografie (komplett)
- 1910: Das Halsband der Toten (Den Dødes Halsbaand)
- 1912: En frygtelig Fejltagelse
- 1915: Der Todeskuß (Dødskysset)
- 1915: Manden uden Ansigt
- 1918: Das Himmelsschiff (Himmelskibet)
- 1918: Der Fackelträger (Mod Lyset)
- 1938: Den gamle præst
- 1939: Elverhøj
- 1942: Tyrannens fald